# نیاکونگو
نیاکونگو شهری در شهرستان باگاسی در استان باله در بورکینافاسوی جنوبی است و جمعیت آن ۹۶۷ نفر است.